# Jiloca (comarca)
El Jiloca es una comarca de Aragón (España), en el noroeste de la provincia de Teruel, situada en el sistema Ibérico, alrededor del tramo medio del río Jiloca, del que recibe su nombre. Tiene una superficie de 1932,10 km² y una población de 12.390 habitantes. Su capital administrativa es Calamocha y la de desarrollo agropecuario es Monreal del Campo.
La comarca del Jiloca engloba 40 municipios y 58 localidades, todos ellos pertenecientes a la provincia de Teruel y a la comunidad autónoma de Aragón. Los municipios más importantes y poblados son Calamocha (4485 hab. INE 2022) y Monreal del Campo (2499 hab. INE 2022)La comarca se encuentra en el corredor que une las ciudades de Teruel y Zaragoza, corredor integrado en el Corredor Mediterráneo-Cantábrico, uno de los principales ejes de transporte del noreste español que une las ciudades de Valencia, Zaragoza y Bilbao.

## Municipios de la comarca

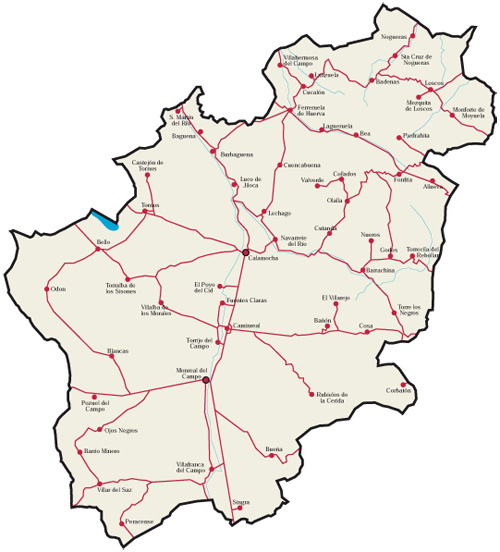
Mapa político de la Comarca del Jiloca

La comarca engloba a los municipios de Allueva, Bádenas, Báguena, Bañón, Barrachina, Bea, Bello, Blancas, Bueña, Burbáguena, Calamocha, Caminreal, Castejón de Tornos, Cosa, Cucalón, Ferreruela de Huerva, Fonfría, Fuentes Claras, Lagueruela, Lanzuela, Loscos, Monforte de Moyuela, Monreal del Campo, Nogueras, Odón, Ojos Negros, Peracense, Pozuel del Campo, Rubielos de la Cérida, San Martín del Río, Santa Cruz de Nogueras, Singra, Tornos, Torralba de los Sisones, Torrecilla del Rebollar, Torre los Negros, Torrijo del Campo, Villafranca del Campo, Villahermosa del Campo y Villar del Salz.
Por otra parte, las localidades de la comarca que no son independientes y que son pedanías pertenecientes a los municipios anteriores son Collados, Cuencabuena, Cutanda, Lechago, Luco de Jiloca, Navarrete del Río, Nueros, Olalla, El Poyo del Cid, Valverde, Villarejo de los Olmos, Mezquita de Loscos, Piedrahíta, El Colladico, Villalba de los Morales, Corbatón, Godos y Sierra Menera.

## Geografía

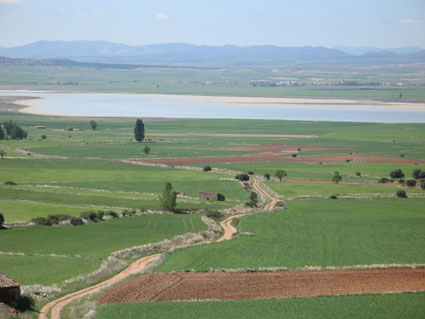
Campo de Bello o Cuenca de Gallocanta

La Comarca del Jiloca limita al norte con el Campo de Daroca, al oeste con el Señorío de Molina-Alto Tajo (provincia de Guadalajara), al sur con la Comunidad de Teruel y la Sierra de Albarracín y al este con las Cuencas Mineras y el Campo de Belchite.
En la Comarca del Jiloca, se distinguen a grandes rasgos varias zonas de relieve: el valle del Jiloca, el valle del Pancrudo y las montañas que los rodean y delimitan. También se incluyen algunos tramos del valle del Huerva y del valle del Aguasvivas que penetran en estas sierras.

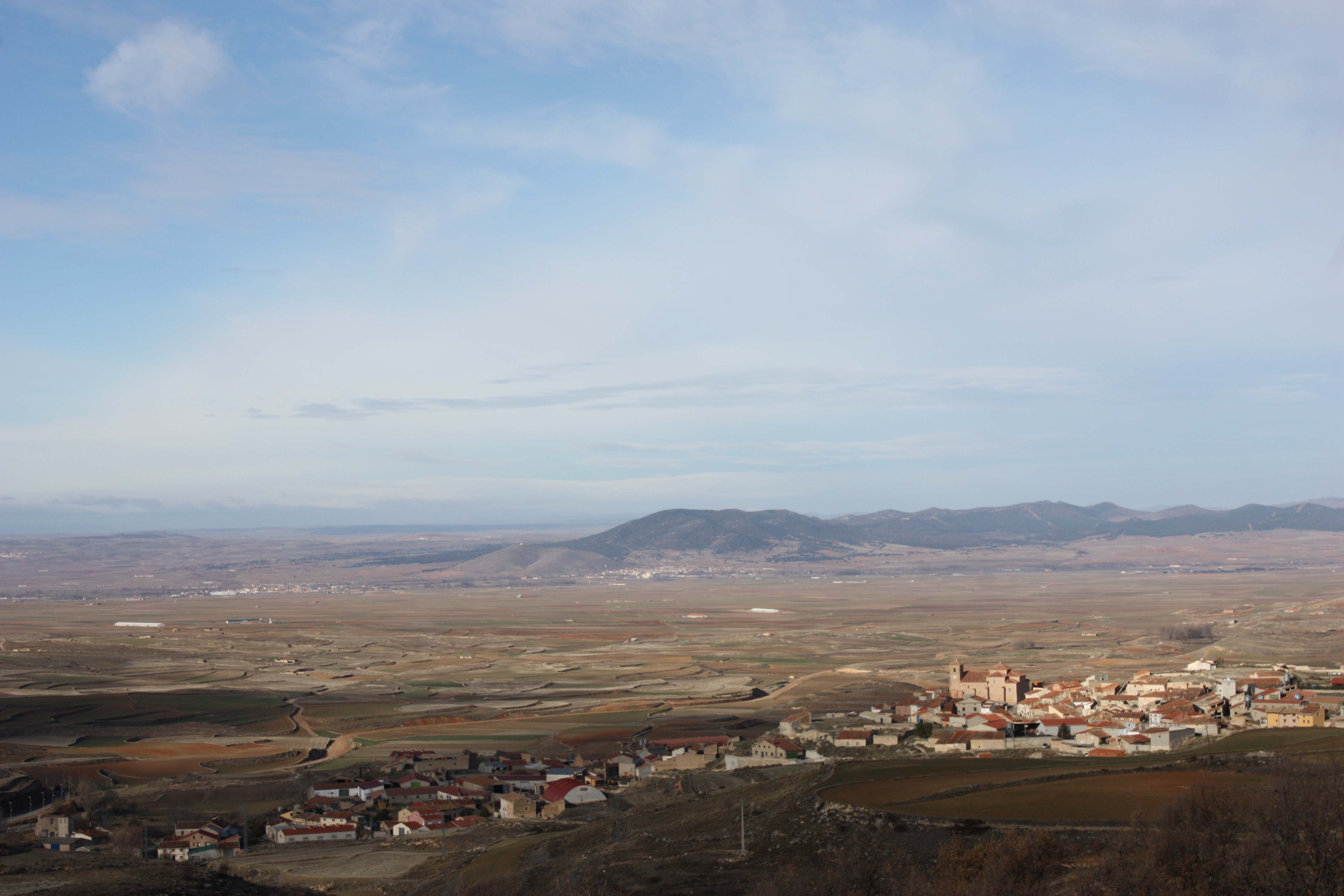
Valle del Jiloca y Sierra de Valdellosa al fondo

Entre las depresiones y las sierras que delimitan el valle del Jiloca, a modo de amplias llanuras, encontramos el Campo de Romanos, el Campo de Bello o Cuenca de Gallocanta, la parameras de Blancas-Odón y, de forma marginal, los llanos de Pozondón y las parameras del Campo de Visiedo.
Las sierras están fraccionadas en múltiples relieves, a veces aislados. La rama sudoccidental de la ibérica central aragonesa constituye un afloramiento del cámbrico medio y superior. Se puede distinguir la sierra de Santa Cruz.

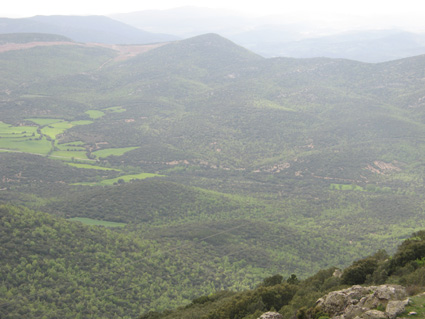
Sierra de Herrera

Un poco más al sur enlaza con las estribaciones mesozoicas del macizo de Albarracín, destacando sobre todo la Sierra Menera y la Sierra de San Ginés o Almohaja.
Hacia el este, atravesando el valle del Jiloca, encontramos la rama nororiental con los siguientes relieves: 
- Sierra de Herrera
- Sierra de Cucalón (incluyendo la sierra de Fonfría, Sierra de Oriche y Muela de Anadón).

Y un poco más al sur enlaza con la Sierra de Lidón y Sierra Palomera.
Parte de su territorio está ocupado por la Reserva natural dirigida de la Laguna de Gallocanta.

### Laguna de Gallocanta

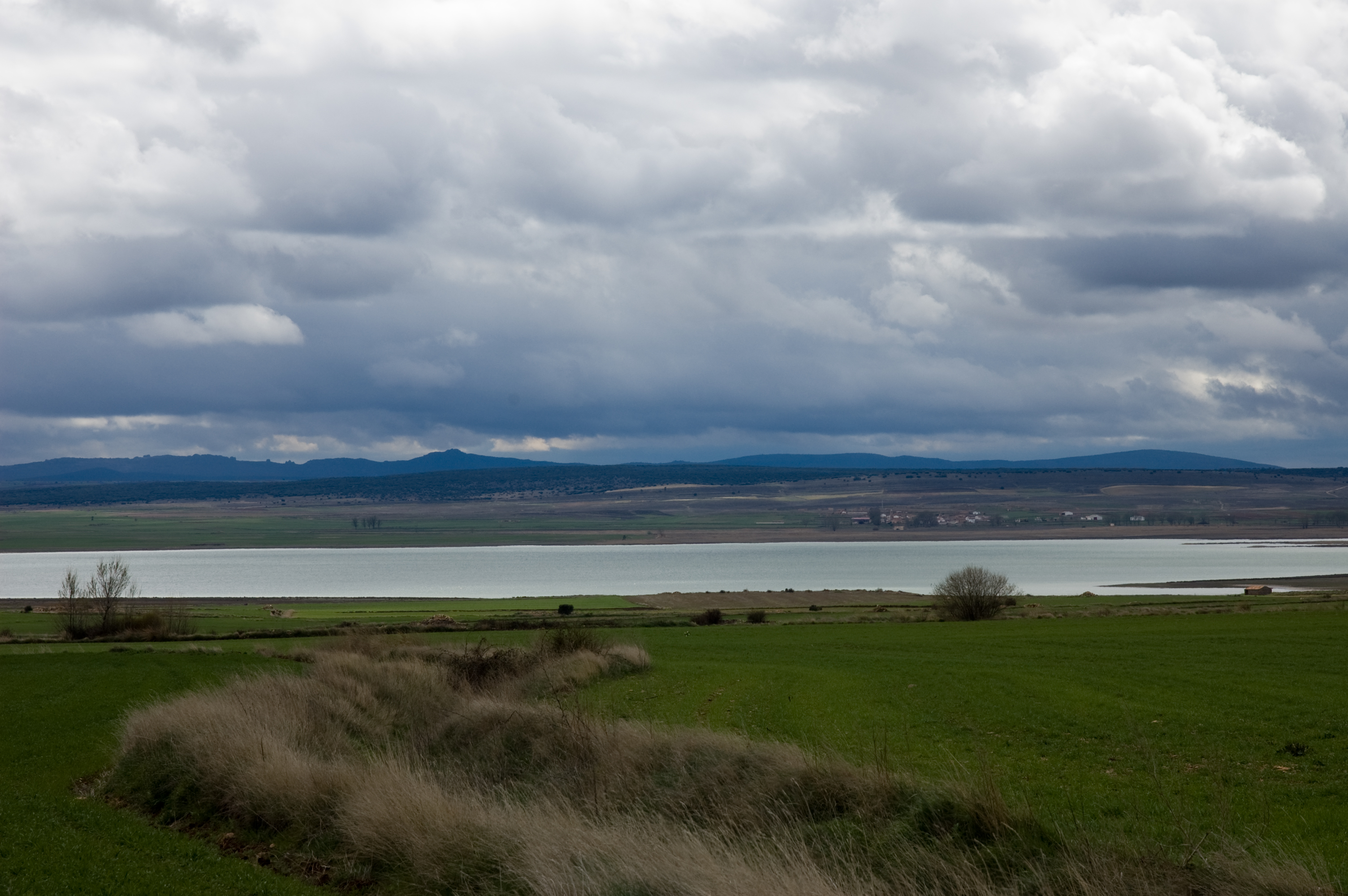
La Laguna de Gallocanta.

Se localiza entre las comarcas de Campo de Daroca y Jiloca, formando parte de los términos municipales de Santed, Gallocanta, Berrueco, Las Cuerlas, Tornos y Bello; esto es, entre las provincias de Zaragoza y Teruel.
Abarca una superficie de 1924 ha y otras 4553 ha de zona periférica de protección. Tiene longitud máxima de 7 km y una anchura máxima de 2 km, siendo la mayor laguna natural de la península ibérica y junto con la laguna de Fuente de Piedra (provincia de Málaga) es la mayor laguna salada de Europa.[cita requerida] Tiene una profundidad media de 70 cm y la máxima es de 2 m. La altitud oscila entre 995 y 1085 m s. n. m.
Es un buen ejemplo de cuenca endorreica de montaña, es decir, que no tiene salida al mar. Sus aguas proceden principalmente de torrentes subterráneos, por lo que su salinidad es muy alta: diez veces superior a la del agua de mar, lo que hace que en periodos secos se lleguen a formar a en sus playas costras de sal.
La reserva natural fue declarada como tal el 30 de noviembre de 2006.
Es también LIC y ZEPA.

## Geología
La geología de la Comarca del Jiloca está constituida por terrenos de origen sedimentario, terrenos que se originaron en ambientes marinos y continentales durante un periodo de más de 500 millones de años, desde el Cámbrico hasta el Cuaternario, es decir, hasta la actualidad. 

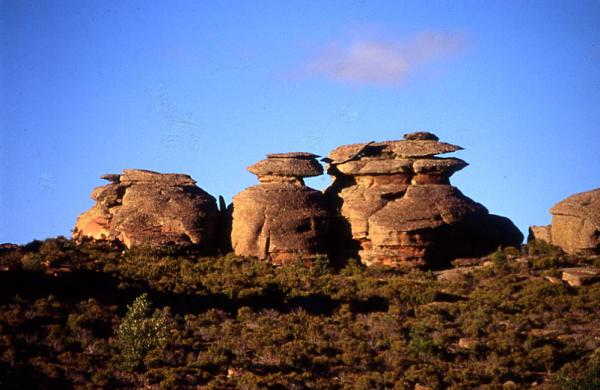
Rodeno de Peracense

- El Paleozoico aflora en la mitad N del área, formando parte de las dos ramas que constituyen el núcleo de la cordillera Ibérica. La Occidental que, desde las proximidades Soria, se prolonga, con dirección NO-SE, hasta el cerro de San Esteban de El Poyo del Cid, y la Oriental, de la que aparece una parte en la zona de Bádenas-Santa Cruz de Nogueras-Loscos. Mención aparte, por su discontinuidad, merece el afloramiento de Sierra Menera.

- El Mesozoico se encuentra en la parte occidental y meridional, constituyendo los relieves calizos del área de Odón-Blancas-Ojos Negros-Villar del Salz-Villafranca, y los de la sierra de Lidón al sur también aflora en el borde oriental, en la sierra de Cucalón, entre Fonfría y Cucalón. En la primera área existen varios puntos de interés geológico entre los que destacan el rodeno de Peracense.

- El Terciario ocupa el área central, la comprendida entre las dos ramas paleozoicas. Es parte de la cuenca conocida geológicamente como de Calatayud-Montalbán, y que en la comarca corresponde a la terminación meridional del Campo de Romanos y a la cuenca del río Pancrudo.

- Finalmente, las depresiones del Jiloca, Daroca y Gallocanta y los fondos de ríos, ramblas y barrancos están cubiertas por gravas, arenas y limos provenientes de la erosión de todos los materiales anteriores. Su edad es Cuaternario.

## Geomorfología
La geomorfología de un territorio es consecuencia de la dinámica terrestre, de la interacción de procesos geológicos internos y externos. Concretamente, en la comarca, la geodinámica interna es la responsable de las estructuras mayores, de los grandes pliegues y fracturas como son Sierra Menera, sierra de Cucalón, depresión endorreica de Gallocanta, encajamiento del Jiloca, etc. Por otro lado, los procesos erosivos, la geodinámica externa, modela las estructuras anteriores, y en última instancia, la propia naturaleza de los materiales es la responsable de la morfología actual. Así por ejemplo, las cuarcitas ordovícicas, rocas de mayor dureza, ocupan las crestas más elevadas, mientras que pizarras o arcillas aparecen en vaguadas y valles. La cota de mayor altitud corresponde al vértice San Ginés (1603 m).
En resumen, la comarca está conformada por una serie de estructuras mayores, que a modo de bandas se disponen siguiendo la directriz ibérica (NO-SE). De oeste a este, estas son las siguientes: Sierra Menera, Parameras de Blancas-Odón, Gallocanta, Alto Jiloca, Paleozoicos del Jiloca Medio, Campo Romanos-Cuenca del Pancrudo, Sierra de Lidón y Sierra de Cucalón. 
Todas ellas son estructuras generadas en la orogenia alpina, proceso complejo, que se desarrolla desde los tiempos mesozoicos hasta la actualidad. La fase orogénica principal tuvo lugar en el Oligoceno, hace unos 30 millones de años. En esa época se originaron los pliegues y estructuras mayores, pero eso no quiere decir que ya finalizara la orogenia; posteriormente, durante el Mioceno, Plioceno y Cuaternario, se produjo el reacomodo de aquellas estructuras y aparecieron fracturas que condicionaron la existencia de las cuencas miocenas y cuaternarias posteriores. 

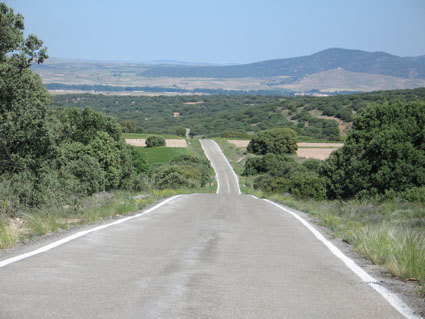
Formas alomadas en la comarca. Al fondo, la sierra Palomera

Respecto a la morfología, añadir que el dominio morfoestructural paleozoico presenta un relieve abrupto, sobre todo en el Jiloca medio, como consecuencia de las fracturas y fallas que permitieron su encajamiento. Los niveles duros, sobre todo los de cuarcitas, se modelan en forma de cuestas y lomas redondeadas, generalmente de poca continuidad por las numerosas fallas transversales que los intersecan. 
El dominio mesozoico presenta, en conjunto, formas alomadas; únicamente en la sierra de Lidón aparecen cuestas y alguna cresta verticalizada. En la zona O y SO, se reconocen superficies de erosión sobre los materiales carbonatados, con gran desarrollo y continuidad, aunque muy degradadas por los procesos kársticos actuales.
El dominio terciario es predominantemente horizontal y está constituido básicamente por una meseta de bordes dentados, muy netos, originados por la acción fluvial, remontante sobre los niveles calizos horizontales (Campo Romanos). Los materiales detríticos subyacentes a las calizas poseen una intensa red dendrítica, siendo espectaculares las cárcavas en ellos originadas, por ejemplo los Pagos de Navarrete.
En la Comarca del Jiloca existen varios puntos de interés geomorfológico que es necesario destacar:
- Abanico aluvial de Sierra Palomera
- Falla de Rubielos de la Cérida

## Climatología
A grandes rasgos, las variables climáticas de la Comarca del Jiloca definen un clima de tipo mediterráneo continentalizado fresco y algo seco. Permite cultivar, sin necesidad de riegos artificiales, cereales de grano de invierno, vid y plantas resistentes como el azafrán. En los huertos y campos con mayor grado de humedad son posibles las leguminosas, las hortalizas, los bulbos, ciertos cultivos industriales como el cáñamo y el lino, y algunos árboles frutales (aunque para estos últimos hay que tener en cuenta el riesgo de que se produzca alguna helada en primavera y arruine la floración de estos e impida la recogida posterior de los frutos, lo que sucede con cierta frecuencia).

### Temperaturas
La temperatura de la Comarca del Jiloca es una de sus cualidades climáticas más representativas. Los inviernos son fríos y duraderos. Por el día entra con facilidad el anticiclón ibérico, proporcionando al ambiente una gran tranquilidad y contribuyendo a que el número de horas de sol sea elevado. Sin embargo, el contraste entre el día y la noche es elevado. Durante siete u ocho meses, de octubre a mayo, la llegada del ocaso puede ir acompañada de temperaturas por debajo de cero, frecuentes en invierno y primavera.

### Precipitaciones
Otro de los condicionantes meteorológicos, sobre todo a la hora de cultivar unos productos agrícolas u otros, es la lluvia. En el valle del Jiloca las precipitaciones han sido siempre algo escasas, oscilando entre los 350 y 600 mm. según los años. La razón de esta sequedad es su localización en la zona interior de la cordillera Ibérica, una orografía montañosa que actúa como un muro, impidiendo que los vientos húmedos del Atlántico y del Mediterráneo penetren más allá de sus márgenes exteriores. La lluvia suele concentrarse en la primavera y el otoño, a modo de agua bendita la primera, la que tiene lugar entre los meses de marzo y mayo, ya que permite germinar los cereales sembrados varios meses antes. Llegado el verano, las puntuales precipitaciones suelen tener un origen tormentoso, activando las ramblas y produciendo en ocasiones destrozos en los campos. La ausencia de precipitaciones en invierno se explica por el predominio ya citado del anticiclón ibérico y, aunque no es frecuente, cuando llueve, suele hacerlo en forma de nieve. Las nevadas no suelen ser cuantiosas, pero suelen helarse, permaneciendo así varios días.

### Humedad
Se trata de un clima algo seco, con escasa humedad en la atmósfera. En verano e invierno, la entrada del anticiclón ibérico proporciona un ambiente con poca humedad.

### Evolución histórica
El clima ha podido variar a lo largo de la historia. La mayor oscilación se produciría en la época de las glaciaciones, coincidiendo con los primeros pobladores que encontramos en las serranías de Fonfría, aunque para estos tiempos tan antiguos apenas existen estudios fiables. Ya entrada la Edad Media, según cuenta J. L. Corral, los siglos VIII al XII debieron ser más cálidos y secos que en la actualidad. A partir del siglo XIII el clima se enfría y aumenta la humedad, suavizándose nuevamente a partir del siglo XV y XVI. Durante el siglo XVII volvieron las temperaturas bajas, perjudicando a las cosechas, y a partir de los siglos XVIII y XIX el clima se vuelve a templar. Estas oscilaciones a largo plazo, al no existir fuentes estadísticas tan antiguas, son meras hipótesis en las que no todos los historiadores tienen porque coincidir, dependiendo muchas veces de los textos históricos utilizados, y estos pueden variar. Para Antonio Gargallo, por poner un ejemplo contrario, el siglo XI se caracterizaría precisamente por su mayor humedad.

## Hidrología

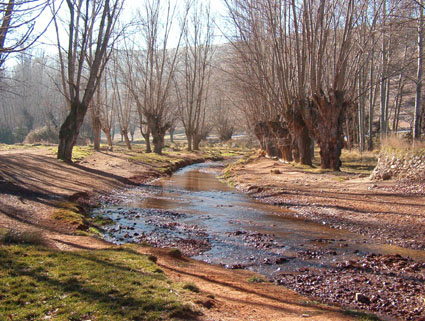
Río Pancrudo

La Comarca del Jiloca está configurada, a nivel hidrológico, por el río Jiloca y su afluente, el Pancrudo. También se encuentran en la comarca algunos tramos de las cabeceras de los ríos Huerva, Aguasvivas, Cámaras, Nogueta y Piedra que penetran en las sierras que rodean el valle del Jiloca. 
Los manantiales de agua subterránea son muy numerosos, sobre todo los afloramientos de las capas freáticas procedentes de la sierra de Albarracín y laguna de Gallocanta. El agua de estas surgencias alimenta el caudal de los principales ríos y arroyos, excavando cauces más o menos profundos en las terrazas fluviales. Algunos no tienen salida, desembocando en zonas endorreicas.
La climatología y el agua de la lluvia también son muy importante para determinar el paisaje de la comarca, asumiendo las funciones de recargar los acuíferos y, tras las tormentas veraniegas, activar las ramblas y arroyos. 
En algunos casos, cuando el cauce es superficial, sin desnivel o coincide con el final de una rambla, puede acumularse el agua en la superficie del valle del Jiloca, apareciendo amplias praderas muy húmedas, propicias para el crecimiento de pastos y bosques fluviales. Eran los antiguos prados y bosques del Jiloca, actualmente roturados y desecados.
Además, en la comarca, en cuanto a hidrología, se pueden destacar:
- Ojos del Jiloca y pequeños manantiales que aportan el agua
- Cauces regulares de los ríos y ramblas o cauces intermitentes por donde discurre el agua
- Lagunas y Humedales
- Praderas y suertes en aquellos lugares muy húmedos.
- Pantano de Lechago

## Historia

### La comarca como institución
El 24 de marzo de 2003, la Comarca del Jiloca se constituyó como entidad local territorial encargada del gobierno y la administración de la comarca en cuanto a las competencias de rango comarcal, mediante la ley de creación de la comarca 13/2003 del 24 de marzo de 2003. Se constituyó el 5 de mayo de 2003. Las competencias le fueron traspasadas el 1 de octubre de 2003.

## Administración y política
La Comarca del Jiloca es una entidad local territorial de ámbito supramunicipal. Por ello, la Comarca, como institución, tiene a su cargo la prestación de servicios y la gestión de actividades de ámbito supramunicipal que le son de su competencia. Las principales materias en las que tiene competencias la Comarca del Jiloca son: Acción Social, Deportes, Patrimonio Cultural y Tradiciones Culturales, Juventud, Turismo, Protección Civil, Residuos, Cultura, Nuevas Tecnologías y Empleo y Desarrollo.
La nueva sede institucional de la Comarca del Jiloca se encuentra en la calle Corona de Aragón, 43 de la villa de Calamocha, capital administrativa de la comarca.
El órgano de gobierno y administración de la Comarca del Jiloca es el Consejo Comarcal. El Consejo Comarcal del Jiloca se compone del Presidente y los Consejeros. En la actualidad, está compuesto por un total de 25 miembros. La actual presidenta de la Comarca del Jiloca es Yolanda  Domingo Alegre, perteneciente al Partido Aragonés (PAR).
|                    |                                     |                                     |                  |  |
| Cargo              | Nombre                              | Ayuntamiento                        | Partido Político |  |
| Presidencia        | Yolanda Domingo Alegre              | Alcaldesa de Villafranca del Campo  | PAR              |  |
| Vicepresidenta 1.ª | Pilar Aurora Vicente Moreno         | Concejal de Monreal del Campo       | PSOE             |  |
| Vicepresidente 3.º | Diego Hernández Bernal              | Alcalde De Fuentes Claras           | PAR              |  |
| Vocal              | Sonia María Palacio Suárez          | Concejal de Calamocha               | PSOE             |  |
| Vocal              | Antonio Agustín Zabal Corbaton      | Alcalde de Barrachina               | PP               |  |
| Vocal              | Asterio Abad Del Carmen             | Alcalde de Torralba de los Sisones  | PAR              |  |
| Vocal              | Francisco Javier Hernández Collados | Alcalde de Odón                     | PAR              |  |
| Vocal              | Inocencio López Corbaton            | Concejal de Calamocha               | CS               |  |
| Vocal              | Joaquín Romero Sánchez              | Alcalde de Caminreal                | PP               |  |
| Vocal              | José Antonio Bernad Ramo            | Concejal de Calamocha               | PP               |  |
| Vocal              | José Antonio Ramo Aparicio          | Alcalde de Villahermosa del Campo   | PAR              |  |
| Vocal              | José Javier Laínez Blasco           | Concejal de Monreal del Campo       | PP               |  |
| Vocal              | José Luis Abad Sánchez              | Concejal de Torralba de los Sisones | PP               |  |
| Vocal              | José Pique Navas                    | Concejal de Fuentes Claras          | PSOE             |  |
| Vocal              | José Roman Valenzuela Esteban       | Alcalde de Blancas                  | PP               |  |
| Vocal              | Lorena Hernández Catalán            | Concejal de Caminreal               | PSOE             |  |
| Vocal              | Manuel Martin Andrés                | Alcalde de Singra                   | PSOE             |  |
| Vocal              | Manuel Martín Martínez              | Concejal de Monreal del Campo       | PSOE             |  |
| Vocal              | Marlene Miguelina Hernández Lizardo | Concejal de Torrijo del Campo       | PSOE             |  |
| Vocal              | Miguel Ángel Cortes Saz             | Concejal de Lagueruela              | PSOE-INDEP       |  |
| Vocal              | Miguel Ángel Navarro Vicente        | Concejal de Villafranca del Campo   | PP               |  |
| Vocal              | Miguel Rillo Sancho                 | Concejal de Báguena                 | PSOE             |  |
| Vocal              | Paula Delmas Biel                   | Alcaldesa de Monforte de Moyuela    | PP               |  |
| Vocal              | Ricardo Plumed Malo                 | Alcalde de Torrijo del Campo        | PAR              |  |
| Vocal              | Silvia Concepción Benedi Peiro      | Concejal de Burbáguena              | PSOE             |  |

Los resultados de las últimas elecciones en la Comarca del Jiloca fueron los siguientes:
| Elecciones 2019 |       |         |         |            |
| Partido         | Votos | % Votos | Electos | Consejeros |
| PSOE            | 2,637 | 36.86%  | 50      | 10         |
| PP              | 2,146 | 29.99%  | 55      | 8          |
| PAR             | 1,632 | 22.81%  | 58      | 6          |
| Cs              | 371   | 5.19%   | 2       | 1          |
| CHA             | 184   | 2.57%   | 1       | 0          |
| Vox             | 93    | 1.30%   | 0       | 0          |
| Podemos-Equo    | 92    | 1.29%   | 0       | 0          |
| Total           | 7.155 | 100%    | 166     | 25         |

## Economía
En la comarca del Jiloca los sectores económicos más importantes han sido históricamente la agricultura y la ganadería, como en la mayor parte del mundo rural español. Además podemos destacar la actividad minera vinculada al cobre y hierro. Sin embargo, a partir del siglo XX, surgió en la comarca una incipiente industria relacionada con la transformación de los productos agrícolas y ganaderos. En la actualidad, la industria es un sector importante en la comarca. Además, en las capitales comarcales (Calamocha y Monreal del Campo) encontramos también numerosas actividades terciarias o de servicios.

### Agricultura

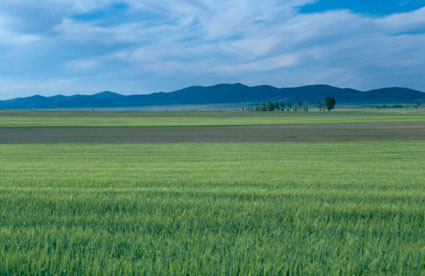
Campos de cereal en el Campo de Bello

La agricultura ha sido históricamente la actividad económica más importante en la comarca del Jiloca, tanto por la población activa ocupada, como por la riqueza que genera. En la mayor parte del valle predominan los cultivos de secano dedicados al cereal. Solo las terrazas fluviales del Jiloca y Pancrudo, una mínima parte del valle, se explota en regadío, de forma eventual, con limitaciones de agua durante los veranos.
Hay que tener en cuenta que se trata de un área en las que las temperaturas nocturnas son bajas, lo que ha favorecido el cultivo de extensas superficies cerealísticas, que se acomodan bien a las potencialidades que ofrece en conjunto el medio físico y en concreto la climatología del área, con periodo libre de heladas corto. Por este motivo los cultivos leñosos están menos representados, aunque tienen más importancia en los municipios situados junto al río Jiloca.
Los cultivos más representativos a lo largo de la historia han sido los siguientes:
- El cereal
- La vid
- El azafrán
- El cáñamo
- La remolacha

A estos cultivos hay que añadir la existencia de pequeños huertos en donde las familias obtenían hortalizas y verduras. Estos huertos podían regarse con pequeñas acequias o, en los pueblos de la sierra, con pozos.
En esta comarca se recoge la flor del azafrán, una de las especias más valiosas existentes.

### Ganadería
La ganadería ha estado ligada a la existencia de numerosas zonas no aptas para el cultivo, sobre todo los piedemontes, muy adecuados para las explotaciones de ovino extensivas. En las últimas décadas del siglo XX se ha extendido, sobre todo en el eje del Jiloca, la ganadería intensiva, especialmente porcino.

### Minería
Las actividades extractivas e industriales relacionadas con la minería han sido constantes a lo largo de los siglos, centradas sobre todo en los dos minerales más abundantes en la comarca del Jiloca, el cobre y, sobre todo, el hierro. Ambos fueron explotados desde épocas muy antiguas, aunque han seguido a lo largo de la historia evoluciones muy diferentes.
La actividad minera más importante se localizaba en el criadero de hierro de Sierra Menera, uno de los más importantes de España. Durante el siglo XX fue explotado industrialmente, generando muchos puestos de trabajo. La Compañía Minera de Sierra Menera abrió un expediente de crisis en 1986. En septiembre de 1987 se disolvió la Sociedad, procediendo al cierre de las minas y al abandono de las instalaciones.
Otros minerales que también han sido explotados en el valle del Jiloca son el plomo, el yeso, el alabastro, la cal y la sal. Estos productos permitieron la aparición de numerosas fábricas de construcción.
Actualmente, toda la actividad minera, muy importante en el pasado, ha desaparecido de la comarca.

#### El hierro
El criadero de hierro de Sierra Menera, uno de los más importantes de España, ha sido explotado desde época antigua. Los celtíberos y romanos controlaron el entorno de Sierra Menera mediante una serie de pequeños poblados defensivos desde donde se explotaban las minas y se realizaban las primeras fundiciones del mineral, constatadas a través de numerosos escoriales. Entre los siglos XVI al XIX la explotación de Sierra Menera abastecía de mineral a todas las fábricas metalúrgicas de Guadalajara, Cuenca y Albarracín, de las que se conservan restos muy interesantes en las provincias cercanas.
Durante el siglo XIX el yacimiento de Sierra Menera fue completamente fragmentado y compartimentado, siendo explotado por numerosas y pequeñas concesiones que se limitaban a extraer el mineral que podían a través de pequeños pozos de escasa profundidad. En 1900 aparece la Compañía Minera de Sierra Menera, propiedad del empresario vasco Ramón de la Sota y Aznar, con negocios de exportación de hierro a Europa, la producción siderúrgica y las navieras.
El objetivo de esta compañía era extraer el hierro de Ojos Negros y Setiles para transportarlo hasta los Altos Hornos de Sagunto, donde se realizaba la fundición del mineral. En 1921 se inició la mecanización de las explotaciones con la adquisición de dos excavadoras frontales de vapor, continuando en las décadas siguientes con la instalación de una cinta transportadora para unir las dos vertientes de la sierra y trabajar al mismo tiempo en Setiles y Ojos Negros. En 1969 se instala una planta de trituración y clasificación del mineral y al año siguiente una plataforma de carga automática sobre el vagón. Gran parte de estos restos industriales todavía pueden ser contemplados in situ. La compañía minera también creó a unos pocos kilómetros de Ojos Negros un gran complejo industrial, compuesto por talleres para reparación de vehículos, estación ferroviaria, hangares y depósitos de mineral.
Todas estas instalaciones han dejado huella en el territorio y todavía se pueden contemplar como antiguos testimonios del patrimonio industrial del Jiloca:
- Cocherones
- Nave clasificación del mineral
- Tolva del cargadero
- Nave de Montaje de Vehículos pesados

La Compañía Minera Sierra Menera abrió un expediente de crisis en 1986. En septiembre de 1987 se disolvió la Sociedad, procediendo al cierre de las minas y al abandono de las instalaciones.
Además de las minas de Ojos Negros y Setiles se han explotado otros filones de hierro en el valle del Jiloca, aunque las cantidades obtenidas han sido siempre muy pequeñas. Kindelan, a comienzos del siglo XX, destacaba las siguientes minas férreas:
- Minas de El Poyo
- Minas de Almohaja

#### El cobre
El desarrollo de la minería y metalurgia cuprífera en la comarca del Jiloca se inició a comienzos del siglo XVII, cuando la llegada de caldereros emigrantes auverneses permitió poner en explotación las minas existentes en Calamocha y Luco de Jiloca.
- Mina de cobre (Luco de Jiloca)
- Mina de cobre (Calamocha)

Los martinetes de cobre, llamados también “fábricas de arambre-alambre”, eran unas instalaciones metalúrgicas en donde se fundía el mineral de cobre y se elaboraban planchas y calderos. Estas fábricas estaban compuestas, básicamente, por una fragua u horno en donde se fundía el mineral y por un enorme martillo o “martinete” para aplastar el metal y elaborar los objetos.
Las anteriores minas cupríferas fueron abandonadas en el siglo XIX.

#### El plomo
Existió en la localidad de Santa Cruz de Nogueras una industria de extracción de plomo. Debió crearse a mediados de siglo, contando con la mina a cielo abierto y una planta de lavado en el río, en las proximidades del puente de la carretera. Estuvo activa hasta finales de los años 70, contando con una plantilla de 15 trabajadores a principios de los 70, poco después debió cerrar la explotación.

#### Las salinas

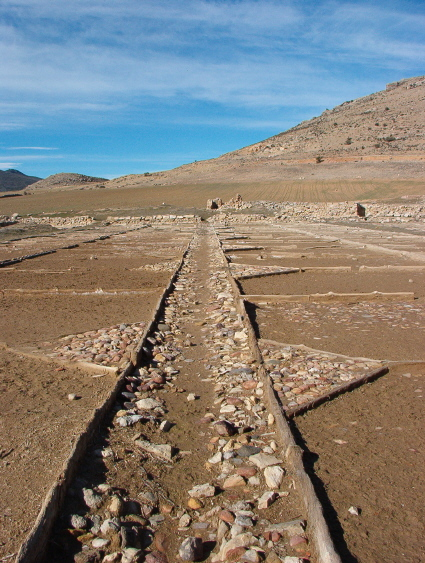
Salinas de Ojos Negros

La sal ha sido a lo largo de la historia un producto de primera necesidad, tanto por la necesidad de consumirla, como por ser la forma en que tradicionalmente se han conservado muchos alimentos. La explotación de la sal ha sido habitualmente uno de los monopolios que eran controlados directamente por el rey. 
En la comarca existían salinas en diferentes lugares de explotaciones salinas:
- Salinas de Ojos Negros

#### Los yesos
A lo largo y ancho de la Comarca del Jiloca encontramos numerosos afloramientos de yesos, que han sido utilizados, sobre todo a lo largo del siglo XX, para el sector de la construcción. Destacan sobre todo los yesos del Pancrudo en los municipios de Navarrete del Río, Cutanda, Barrachina y Torre los Negros.
El yeso proporcionaba una nueva fuente de ingresos, un bienvenido dinero extraordinario que complementaba al obtenido mediante los trabajos agrícolas, sobre todo en los inviernos, cuando las tareas del campo eran mínimas. Parece ser que la extracción del yeso era libre para todos los vecinos, pudiendo arrancar todas las piedras que quisieran sin tener que pagar nada por ello. La extracción de las rocas y su quebrantamiento se realizaba a golpe de pica, cada vecino la suya. Para facilitar la extracción se solía quitar en primer lugar los estratos arcillosos con la pica, ahondando un estrecho hueco que, mediante palancas y cuñas de hierro, permitía quebrantar y arrancar la roca de yeso incrustada.

### Aprovechamiento forestal
Los recursos forestales han sido siempre explotados por los municipios mediante los planes de aprovechamiento forestal. Se trataba, en su mayoría, de partidas donde predominaba la vegetación arbórea y arbustiva como la carrasca (Quercus ilex) y los sabinares pero que podían ser aprovechados, después de un proceso de roturación, para su cultivo y para la producción de cereales. Su repercusión social ha sido muy limitada, excepto en el caso de las leñas, pues su aprovechamiento fue fundamental para la calefacción de los hogares en el invierno. Los vecinos tenían derecho a poder cortar una determinada cantidad de ramaje para el consumo propio.

### Industria
La industria de la comarca se caracteriza por tener su base en las materias primas locales, a excepción de dos de las grandes empresas de la zona: Pyrsa en Monreal del Campo y Peguform en Fuentes Claras. La integración de actividades del sector primario con el industrial conformando una agroindustria se concentra en la cuenca del Jiloca, que está actuando de motor y de catalizador en la localización de nuevas industrias y en donde la mano de obra industrial es muy superior a la agrícola. 
Las industrias alimentarias y, en especial el subsector de las cárnicas especializadas en el porcino, constituyen un elemento de elevado potencial de desarrollo que genera mayor empleo y aportan una parte substancial de la renta comarcal. Las industrias agroalimentarias de la zona tienen una presencia mayoritaria de alguno de los productos que hemos destacado anteriormente al hablar de la agricultura y ganadería: cereales, vinos, frutas y sector porcino.
El sector de la industrial del cereal es la base fundamental de la agricultura de esta zona. El almacenamiento de este producto se realiza fundamentalmente en las cooperativas de primer grado. La comercialización se reparte entre las cooperativas de segundo grado y la iniciativa privada, en la que destaca Pastas Alimenticias Romero, S.A., importante empresa de la vecina comarca del Campo de Daroca, que por su alta producción incluso ha de abastecerse fuera del área. Las alcoholeras fueron una actividad con mucho arragigo, desplazadas actualmente por las bodegas vitivinícolas, controladas por las cooperativas. El sector cárnico se localiza preferentemente en la zona del valle del Jiloca y sobre todo en los municipios de mayor peso, como Calamocha, Caminreal y Monreal del Campo. Asimismo es importante considerar los secaderos de jamones, de los más importantes de la provincia de Teruel, acogidos a la Denominación de Origen "Jamón de Teruel" y, sobre todo, la empresa Jamcal Alimentación, S.A..
Respecto a la instalación de empresas foráneas, los transformados metálicos y la empresa PYRSA de Monreal del Campo ha supuesto un revulsivo en la economía de la zona, sobre todo absorbiendo muchos trabajadores de las antiguas minas de Sierra Menera. También hay que destacar a Peguform en Fuentes Claras. Recientemente también se instalaron en Loscos algunas empresas auxiliares de la factoría Opel de Zaragoza.
La construcción es el tercer subsector en importancia, con una implantación generalizada en el 70 % de los municipios. El sector se encuentra muy atomizado, con pequeñas empresas de autónomos y con unos cuantos empleos indirectos o inducidos, a excepción de Calamocha, con tres grandes empresas de fabricación de material de construcción y que puede suponer el tercer gran pilar para la organización de un tejido industrial con una base endógena. Destaca sobre todo por su antigüedad Francisco Hernández, S.L.

### Servicios
La mayor parte de los servicios se concentran en el corredor del Jiloca, siguiendo el eje marcado por las principales vías de comunicación. Se dedican fundamentalmente a servicios de reparaciones, hospedaje, venta de productos agroalimentarios y hostelería.
En el sector terciario domina el comercio minorista, de carácter familiar. Calamocha y Monreal del Campo son los núcleos urbanos más comerciales, donde se realizaban antiguamente las principales ferias.
A pesar del gran potencial turístico de la comarca, el sector turístico está poco desarrollado. Los servicios de alojamiento están más vinculados con la carretera que con el turismo. No obstante, en estos momentos se está poniendo en marcha una pequeña red de casas de turismo rural y se está dando un impulso importante al sector turístico desde la administración comarcal.
También se está haciendo un esfuerzo considerable en el desarrollo de una infraestructura cultural que pueda satisfacer los intereses de la población y del creciente número de turistas que recibe la comarca del Jiloca y su entorno.

### Economistas
Los estudios sobre la economía y geografía económica de la comarca del Jiloca se han realizado habitualmente desde las Universidades. Algunos de estos estudios han sido realizados por profesores naturales de la comarca del Jiloca, como por ejemplo el profesor Pascual Rubio Terrado, natural de Torrijo del Campo.

## Turismo

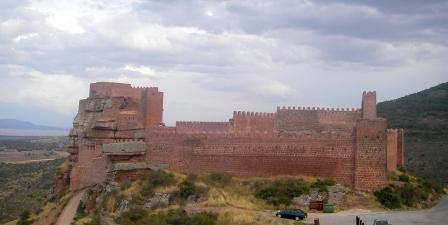
Castillo de Peracense

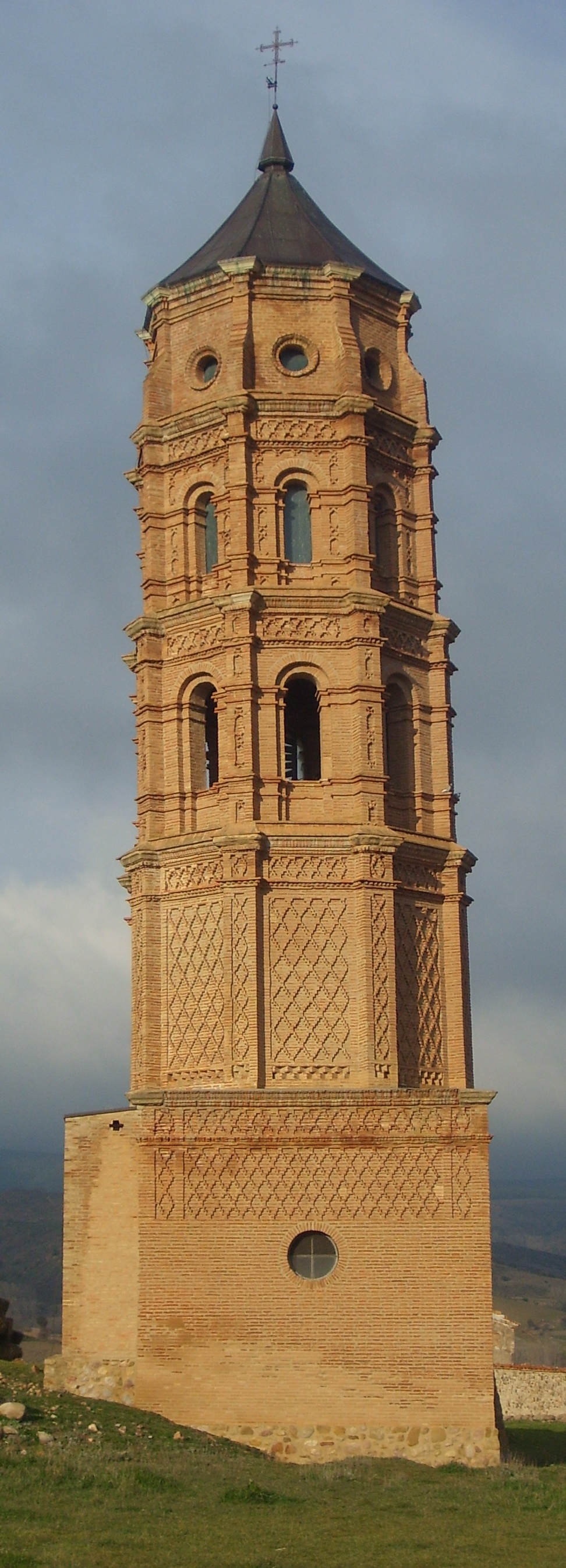
Torre Mudéjar de Olalla, Patrimonio de la Humanidad

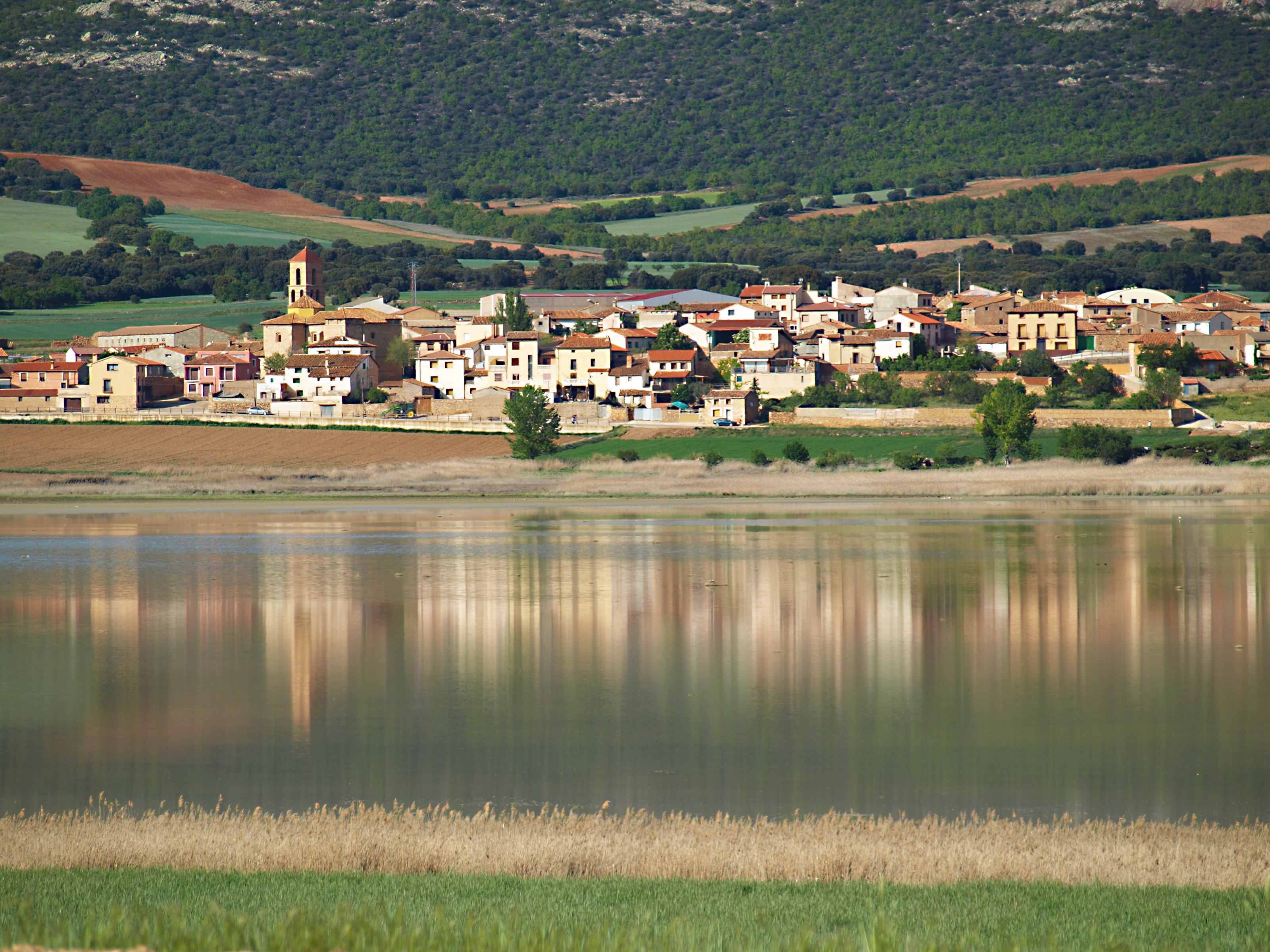
Laguna de Gallocanta

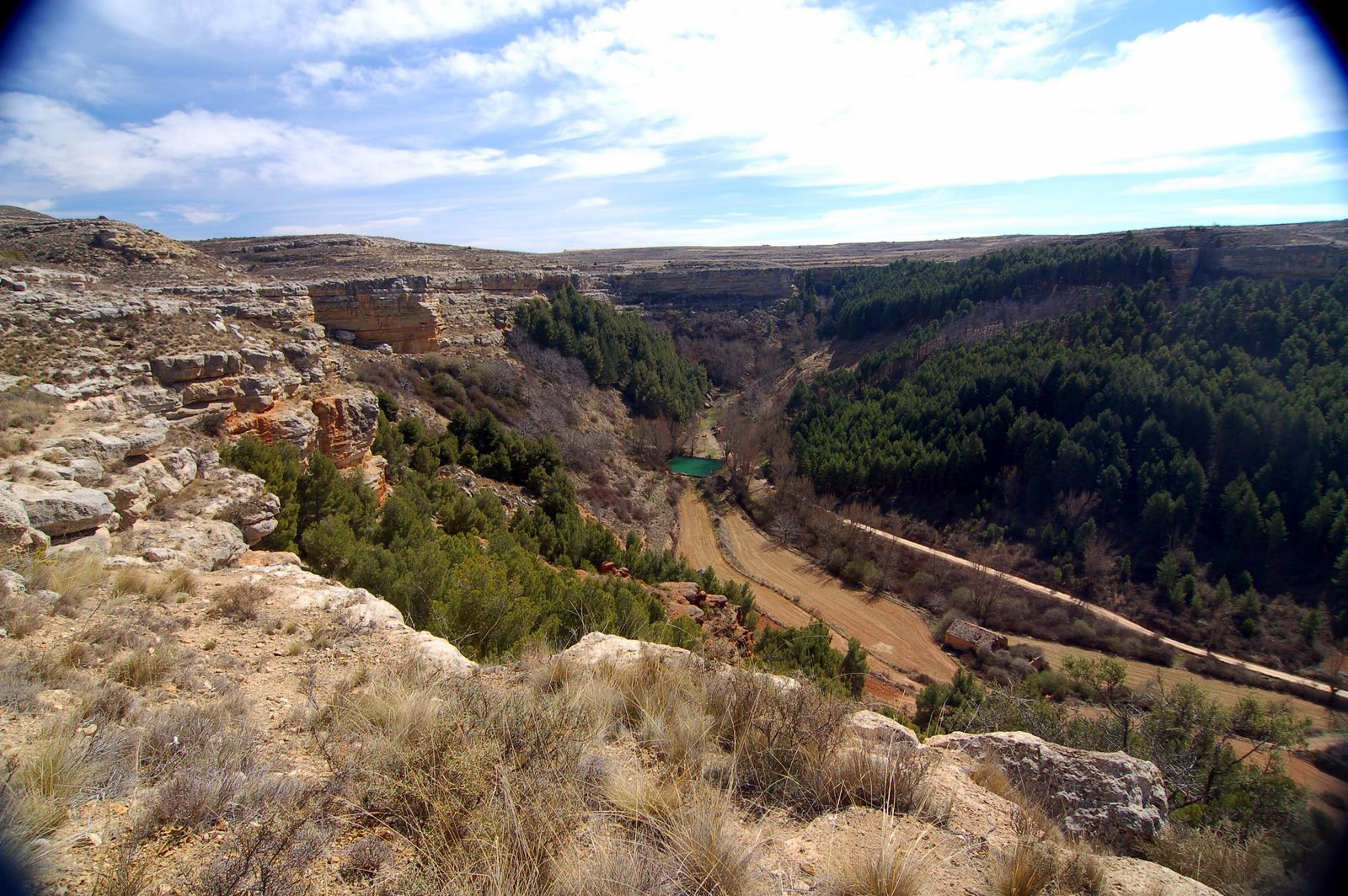
Barranco del Arguilay, Báguena

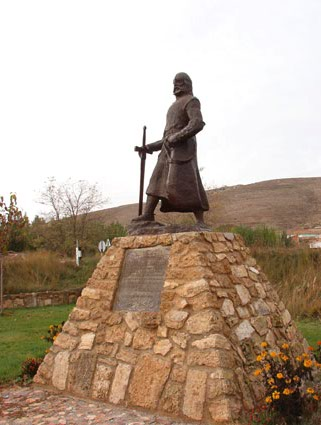
Estatua de Rodrigo Díaz de Vívar, el Cid Campeador, en el Poyo del Cid (Camino del Cid)

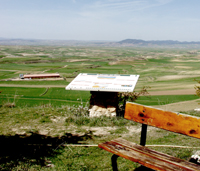
Mirador del Jiloca, en Bañón

La Comarca del Jiloca conforma un espacio turístico excepcional y exótico, debido a su rica historia, su riqueza monumental y sus variados recursos naturales y paisajísticos. Ofrece numerosas posibilidades a todo tipo de turistas y excursionistas, desde turismo histórico, artístico y cultural, hasta turismo de naturaleza, deportivo y de aventura.
El perfil actual del turista que se acerca por la Comarca del Jiloca se identifica habitualmente con familias jóvenes que buscan naturaleza y cultura. Permanecen unos días en los hoteles y en las viviendas de turismo rural, realizando excursiones por los alrededores. A pesar del enorme potencial turístico de la comarca, la comarca es un territorio todavía bastante virgen, ya que el número de turistas que visitan la comarca todavía es pequeño y no se da masificación alguna.
La oferta de instalaciones turísticas de la comarca está aumentando en los últimos años. Las principales instalaciones turísticas de la comarca son los hostales/albergues existentes en la zona de la laguna de Gallocanta. Por otra parte, las viviendas de turismo rural son numerosas por toda la comarca y se llenan durante los puentes y periodos vacacionales. Asimismo, existen hoteles de mayor capacidad en las capitales comarcales: Calamocha y Monreal del Campo.

### Turismo histórico-artístico-cultural
La Comarca del Jiloca cuenta con un excelente patrimonio histórico-artístico, con una oferta muy variada, desde yacimientos de antiguas ciudades romanas hasta castillos medievales, pasando por palacios y casonas solariegas de los cascos históricos de las villas y pueblos de la comarca. 
Dentro del extenso patrimonio histórico-artístico de la comarca, destacan:
- El Castillo de Peracense
- Cascos históricos de las villas y pueblos de la comarca, donde destaca el casco viejo de Calamocha
- Yacimiento de la antigua ciudad romana de "La Caridad", en Caminreal
- Torres mudéjares de San Martín del Río, Navarrete del Río, Báguena y Olalla (Patrimonio de la Humanidad desde 2001)
- Puentes romanos de Luco de Jiloca y Calamocha
- Minas de hierro abandonadas de Ojos Negros
- Palacios y casonas solariegas
- Museo del Vino de San Martín del Río
- Molino de Viento harinero de Ojos Negros
- Museo del Azafrán de Monreal del Campo
- Antiguas Salinas Reales de Ojos Negros
- Presa de Lechago

### Turismo de naturaleza
En la Comarca del Jiloca existen parajes naturales de extraordinaria belleza. De entre ellos destacan:
- La Laguna de Gallocanta, uno de los principales humedales europeos, paraíso ornitológico donde los haya y punto de cita de grullas más importante de Europa.
- Las sierras de Herrera, Cucalón, Oriche, Pelarda, Santa Cruz, Valdellosa y Menera, donde abundan las águilas, halcones, gavilanes, ciervos, corzos, rebecos, jabalíes y zorros y bosques de encinas, sabinas, quejigos, robles y carrascas.
- Las Riberas de los ríos Jiloca y Pancrudo.
- El Barranco del Arguilay (Báguena).
- Los Ojos del Jiloca.
- El nacimiento y curso alto de los ríos Huerva y Aguasvivas
- El Pantano de Lechago.

### Turismo deportivo y de aventura
La Comarca del Jiloca ofrece la oportunidad de realizar en su espectacular entorno natural diferentes actividades de senderismo, rutas a caballo, BTT, escalada y barranquismo. En ella se organizan diversas actividades a lo largo del año relacionadas con los deportes de aventura.

### Turismo gastronómico
La Comarca del Jiloca dispone de una variada y exquisita gastronomía. Su producto estrella es el jamón, incluido en la Denominación de Origen Protegida Jamón de Teruel. 
Los platos típicos de la comarca son muchos y variados. Algunos de los más destacados son las migas, las conservas en aceite de longaniza, lomo y costilla, los revueltos de setas, los huevos al salmorejo, la borraja y la liebre, que se pueden degustar en una extensa oferta de restaurantes y hoteles rurales.

### Rutas turísticas
Existe un gran número de rutas senderistas, en bici y en coche. De entre ellas, destacan las siguientes:
- Camino del Cid
- Vía verde de Ojos Negros (vía minera)
- Ruta del Arte Mudéjar
- Ruta del Agua del río Jiloca y Ruta del Agua del Río Pancrudo, ambas con atractivos albergues en los antiguos molinos harineros.
- Ruta: En la frontera de dos reinos: Aragón y Castilla, la defensa de una frontera
- Ruta: La difusión del arte gótico
- Ruta: La expansión de la arquitectura civil
- Ruta: Las correrías carlistas
- Ruta de los Castillos de Teruel y el Valle del Jiloca
- Ruta del Río Nogueta
- Ruta de la Guerra Civil en el Jiloca
- Ruta botánica de Bea
- Ruta: Por las sierras altas de Fonfría
- Ruta del Río Jiloca
- Ruta de los Humedales
- Ruta del Chopo cabecero
- Ruta del Alto Huerva y el Alto Aguasvivas
- Ruta Peracense - Laguna de Gallocanta

La institución comarcal de la Comarca del Jiloca dispone de un portal turístico de la comarca Archivado el 18 de mayo de 2012 en Wayback Machine.. Por su parte, el Centro de Estudios del Jiloca tiene un apartado en su portal web con los principales Itinerarios turísticos por el Jiloca.

## Naturaleza
La naturaleza de la Comarca del Jiloca está condicionada básicamente por la climatología y el relieve. El valle del Jiloca es, en el contexto español, una zona fresca y algo seca. Respecto al relieve, aunque está integrada en la cordillera Ibérica y la altitud media es notable, las pendientes son suaves.
Otra influencia muy destacable en la naturaleza de la comarca ha sido la intervención del hombre. Poblada desde antiguo, sus paisajes son el resultado de la actividad humana realizada desde la agricultura y ganadería durante siglos. 
El resultado final es muy interesante. Llanuras, páramos, cerros y montañas, vegas y campos forman un conjunto de gran belleza. Fragmentos de los primitivos bosques, diversos humedales, parameras, matorrales, roquedos, secanos y huertos cultivados forman todo un mosaico capaz de reunir una gran variedad de plantas y animales. La laguna de Gallocanta, en uno de sus márgenes, es uno de los últimos grandes escenarios de la Europa occidental. Todo esto al alcance del naturalista y del viajero.

### Espacios naturales

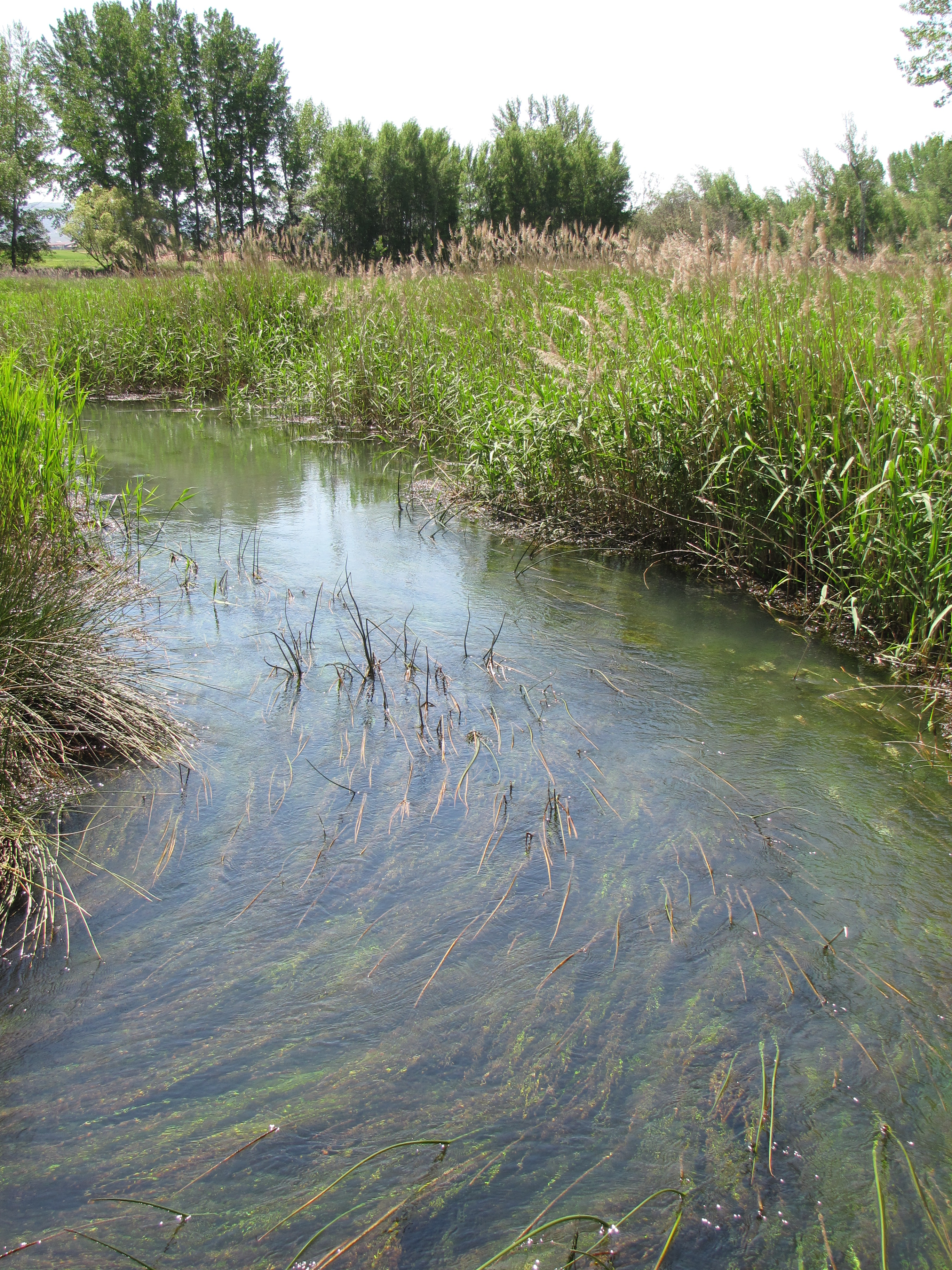
Ojos de Monreal

Encontramos numerosos espacios naturales destacables por su flora y fauna. Los alumnos del instituto de Bachillerato de Calamocha, en un interesante trabajo multimedia premiado por Educared, han destacado varios espacios naturales ubicados en la comarca del Jiloca:
- La Laguna de Gallocanta
- La Paramera de Blancas
- Las Lomas de Corbatón
- La Modorra de Cucalón y Modorra de Bádenas
- El Valle del Nogueta
- El Monte de San Ginés
- Los barrancos del Arguilay y Los Tenajos en Castejón
- Los Ojos de Monreal del Campo y los Ojos de la Rifa (Caminreal)

Como reductos de los antiguos y extensos bosques autóctonos del valle del Jiloca, con una importante riqueza botánica, destacan los siguientes:
- Los sabinares de Rubielos de la Cérida
- La Chopera del puente de San Miguel (Torre los Negros)
- El avellanar de El Colladico

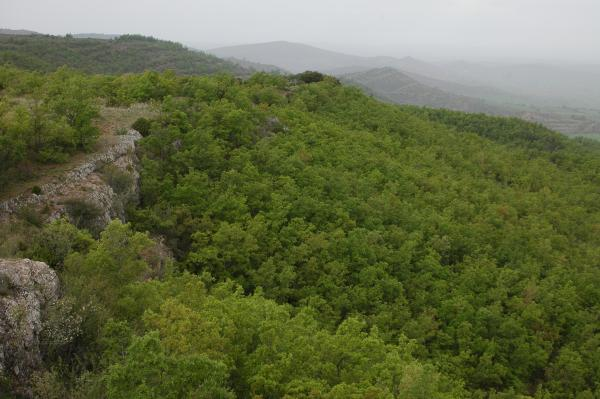
Rebollar de Bea

En la extensa Sierra de Fonfría, en el ámbito de conservación que marca el LIC, se pueden destacar varios espacios naturales: 
- Rebollar de Bea
- Rebollar de Fonfría
- Marojal de Pelarda
- Pinar de Cañamadera (Torrecilla del Rebollar)
- Sabinar de Olalla

### Zonas de interés geológico
El Gobierno de Aragón, finalizó en el año 1995 el primer inventario de Puntos de Interés Geológico (PIG) del territorio aragonés, cuyo objetivo fue profundizar en el conocimiento del patrimonio geológico, proporcionar la protección necesaria y resaltar su valor educativo y científico.
Dentro del patrimonio geológico y minero de la Comarca del Jiloca se pueden destacar varios espacios naturales:
- Abanico aluvial de Sierra Palomera
- Minas de Ojos Negros
- Rodeno de Peracense
- Salinas de Ojos Negros
- Megaplanolites de Bueña
- Yesos del Pancrudo
- Falla de Rubielos de la Cérida
- Rocas volcánicas de Loscos
- Chevrons de la Sierra de Oriche
- Sinclinal de Bádenas
- Karst de Piedrahíta

### Figuras de protección
La protección del medio ambiente condiciona especialmente las circunstancias de vida de las personas o la sociedad en su vida. Comprende el conjunto de valores naturales, sociales y culturales existentes en un lugar y un momento determinado, que influyen en la vida del ser humano y en las generaciones venideras. Es decir, no se trata solo del espacio en el que se desarrolla la vida sino que también abarca seres vivos, objetos, agua, suelo, aire y las relaciones entre ellos, así como elementos tan intangibles como la cultura.
Las administraciones públicas han intentado en los últimos años delimitar entornos naturales con un alto valor natural, social y cultural. De momento, el único Espacio natural protegido en la Comarca del Jiloca es el Refugio de fauna silvestre de la laguna de Gallocanta, aunque en la Red Natura 2000 se han incluido otras zonas como Lugares de interés comunitario (LIC) y Zonas de especial protección para las aves (ZEPAS).
Actualmente, desde el Gobierno de Aragón se está trabajando para un inventario de Humedales, aunque se desconoce de momento qué figura de protección asumirán. Otro elemento protegido en Aragón son los Árboles singulares.

### Naturalistas
En el valle del Jiloca hay que destacar a los siguientes naturalistas por sus aportaciones a la difusión y protección de la naturaleza, además de su promoción entre los más jóvenes.
- Jaime Lorén, Chabier
- Serrano Bella, Ricardo
- Cereza Abadías, José María
- Pérez Grijalvo, Rodrigo

## Cultura

### Museos
Los museos de la Comarca del Jiloca conservan y exponen piezas arqueológicas, artísticas o etnológicas. Además, en Monreal del Campo se practica la política de exposiciones itinerante. 
El principal museo de la Comarca del Jiloca es el Museo del Azafrán, en Monreal del Campo, vinculado al Ayuntamiento de Monreal del Campo.
La mayor parte del resto de establecimientos museográficos que existen en la comarca están vinculados a la exposición, más o menos permanente, de una colección formada por un particular a lo largo de su vida. Normalmente se trata de museos de antiguas profesiones, exponiendo las piezas y herramientas utilizadas. Por ello estos museos suelen tener un carácter privado y su apertura al público está limitada, siendo imprescindible solicitar cita. De ellos, merece la pena destacar los siguientes:
- Museo de la miel (Báguena)
- Museo del vino (San Martín del Río)
- Pinacoteca del Centro de Estudios del Jiloca

Por otra parte, a finales del siglo XX, empezaron a popularizarse en la Comarca del Jiloca los centros de interpretación relacionados con un tema concreto, que podía ser cultural, natural, arqueológico, bibliográfico, etc. Se trata de unas instalaciones en las que se muestran ficticios, audiovisuales y copias de piezas organizadas de manera muy pedagógica. Son ideales para visitas de colegios o familias.
Para hacer atractivo el Centro es necesario una fuerte inversión, además de tener una plantilla suficiente para abrir las instalaciones, explicar el centro y organizar actividades paralelas. Por ello, los centros existentes en la Comarca del Jiloca son de titularidad pública, gestionados por el Gobierno de Aragón y el Ayuntamiento de Caminreal:
- Centro de Interpretación de la Laguna de Gallocanta, situado en la localidad de Bello.
- Centro de interpretación de la Cultura Romana, situado junto a las ruinas de la ciudad romana de Caminreal.

### Gastronomía
La cocina del Jiloca es una cocina eminentemente tradicional que ha sabido aprovechar los productos de la zona.
El jamón de Teruel es sin duda el producto más conocido de la comarca, que se extiende por toda la provincia de Teruel y está amparado por el Consejo Regulador de Denominación de Origen.
En el recetario de platos típicos, encontramos variadas y sabrosas combinaciones, como son: las farinetas con torreznos, las judías blancas de la vega con liebre, la pepitoria, migas de pastor con pito gato, huevos al salmorejo, los revueltos de setas de Calamocha con trigueros y gambas, conejos y setas de Calamocha con trigueros y gambas, conejos y codornices escabechados, menestra de cordero, manitas de cordero con tomate, ternasco asado, la fritada aragonesa y un largo sin fin de recetas sencillas pero de agradable sabor.
A destacar también las conservas en aceite (lomo, costillas y longanizas o el famoso jamón en vino.
Merecen especial atención los rebollones, muy abundantes en estas sierras, y que son objeto de reclamo para numerosas personas que vienen en su busca desde lejanas tierras. 
Es interesante también la rica miel elaborada de forma artesanal.
Por último señalar sus exquisitos dulces y postres. Son famosos, entre otros, los sanroquicos de Calamocha, la torta de cañamones de Monreal del Campo, las almojábanas arabescas, los mantecados, las tortas, las rosquillas, las escaldadas y la leche frita.

## Territorio y población
| Municipio               | Extensión (km²) | % del total | Habitantes (2018) | Habitantes (2019) | Crecimiento | Altitud (metros) | Distancia a/desde Calamocha (km) | Pedanías |
| ----------------------- | --------------- | ----------- | ----------------- | ----------------- | ----------- | ---------------- | -------------------------------- | --- |
| Allueva                 | 18,65           | 0,97        | 29                | 26                | -           | 1.200            | 32,90                            | |
| Bádenas                 | 31,31           | 1,63        | 20                | 19                | -           | 998              | 39,50                            | |
| Báguena                 | 25,17           | 1,31        | 311               | 287               | -           | 793              | 16,70                            | |
| Bañón                   | 54,27           | 2,83        | 153               | 144               | -           | 1.141            | 21,20                            | |
| Barrachina              | 24,86           | 1,30        | 118               | 112               | -           | 1.047            | 17,20                            | |
| Bea                     | 23,37           | 1,22        | 31                | 31                | =           | 1.134            | 31,90                            | |
| Bello                   | 52,49           | 2,74        | 225               | 224               | -           | 1.005            | 20,40                            | |
| Blancas                 | 73,80           | 3,85        | 125               | 126               | +           | 1.047            | 31,80                            | |
| Bueña                   | 40,75           | 2,12        | 63                | 50                | -           | 1.213            | 28,50                            | |
| Burbáguena              | 39,02           | 2,03        | 243               | 249               | +           | 814              | 13,30                            | |
| Calamocha               | 316,63          | 16,50       | 4319              | 4339              | +           | 884              | --                               | Collados, Cuencabuena, Cutanda, El Poyo Del Cid, Lechago, Luco de Jiloca, Navarrete Del Río, Nueros, Olalla, Valverde, El Villarejo De Los Olmos. |
| Caminreal               | 44,40           | 2,31        | 619               | 620               | +           | 920              | 10,30                            | Villalba de los Morales. |
| Castejón de Tornos      | 30,90           | 1,61        | 62                | 60                | -           | 1.085            | 16,80                            | |
| Cosa                    | 54,81           | 2,86        | 52                | 50                | -           | 1.185            | 26,20                            | Corbatón. |
| Cucalón                 | 31,93           | 1,66        | 80                | 78                | -           | 1.034            | 27,10                            | |
| Ferreruela de Huerva    | 20,47           | 1,07        | 63                | 56                | -           | 1.015            | 23,20                            | |
| Fonfría                 | 20,35           | 1,06        | 28                | 27                | -           | 1.247            | 29,10                            | |
| Fuentes Claras          | 36,64           | 1,91        | 461               | 461               | =           | 909              | 8,40                             | |
| Lagueruela              | 26,34           | 1,37        | 78                | 73                | -           | 1.066            | 27,80                            | |
| Lanzuela                | 14,20           | 0,74        | 24                | 22                | -           | 1.010            | 29,60                            | |
| Loscos                  | 71,88           | 3,75        | 129               | 122               | -           | 981              | 48,10                            | El Colladico, Mezquita de Loscos, Piedrahíta. |
| Monforte de Moyuela     | 47,74           | 2,49        | 65                | 67                | +           | 1.008            | 52,90                            | |
| Monreal del Campo       | 89,05           | 4,64        | 2433              | 2434              | +           | 939              | 17,20                            | |
| Nogueras                | 18,94           | 0,99        | 25                | 22                | -           | 861              | 47,60                            | |
| Odón                    | 74,00           | 3,86        | 205               | 206               | +           | 1.090            | 28,20                            | |
| Ojos Negros             | 90,71           | 4,73        | 377               | 360               | -           | 1.151            | 31,90                            | Sierra Menera. |
| Peracense               | 28,66           | 1,49        | 76                | 77                | +           | 1.217            | 43,60                            | |
| Pozuel del Campo        | 27,85           | 1,45        | 68                | 65                | -           | 1.128            | 31,00                            | |
| Rubielos de la Cérida   | 66,90           | 3,49        | 38                | 38                | +           | 1.240            | 22,70                            | |
| San Martín del Río      | 16,58           | 0,86        | 148               | 137               | -           | 780              | 21,00                            | |
| Santa Cruz de Nogueras  | 15,18           | 0,79        | 37                | 29                | -           | 894              | 44,00                            | |
| Singra                  | 36,72           | 1,91        | 80                | 75                | -           | 1.010            | 33,60                            | |
| Tornos                  | 48,74           | 2,54        | 213               | 206               | -           | 1.018            | 13,30                            | |
| Torralba de los Sisones | 44,66           | 2,33        | 156               | 155               | -           | 1.041            | 14,40                            | |
| Torre los Negros        | 29,09           | 1,52        | 88                | 84                | -           | 1.083            | 23,80                            | |
| Torrecilla del Rebollar | 63,71           | 3,32        | 127               | 124               | -           | 1.142            | 23,90                            | Godos |
| Torrijo del Campo       | 43,97           | 2,29        | 447               | 455               | +           | 923              | 13,20                            | |
| Villafranca del Campo   | 66,55           | 3,47        | 297               | 298               | +           | 956              | 28,50                            | |
| Villahermosa del Campo  | 19,20           | 1,00        | 94                | 89                | -           | 956              | 33,50                            | |
| Villar del Salz         | 38,69           | 2,02        | 60                | 55                | -           | 1.219            | 43,80                            | |
| Total                   | 1.919,18        |             | 12510             | 12152             | (-2,86)     |                  |                                  | |